# Прери (округ, Монтана)
Округ Прери (англ. Prairie County) располагается в штате Монтана, США. Официально образован в 1915 году. По состоянию на 2010 год, численность населения составляла 1179 человек.

## География
По данным Бюро переписи США, общая площадь округа равняется 4514,375 км², из которых 4498,834 км² суша и 15,022 км² или 0,3 % это водоёмы.

## Население
По данным переписи населения 2000 года в округе проживает 1 199 жителей в составе 537 домашних хозяйств и 354 семей. Плотность населения составляет менее 1,00 человека на км2. На территории округа насчитывается 718 жилых строений, при плотности застройки менее 1,00-го строения на км2. Расовый состав населения: белые — 98,00 %, коренные американцы (индейцы) — 0,50 %, азиаты — 0,17 %, гавайцы — 0,00 %, представители других рас — 0,17 %, представители двух или более рас — 1,17 %. Испаноязычные составляли 0,67 % населения независимо от расы.
В составе 22,30 % из общего числа домашних хозяйств проживают дети в возрасте до 18 лет, 61,10 % домашних хозяйств представляют собой супружеские пары проживающие вместе, 2,40 % домашних хозяйств представляют собой одиноких женщин без супруга, 33,90 % домашних хозяйств не имеют отношения к семьям, 31,30 % домашних хозяйств состоят из одного человека, 17,30 % домашних хозяйств состоят из престарелых (65 лет и старше), проживающих в одиночестве. Средний размер домашнего хозяйства составляет 2,19 человека, и средний размер семьи 2,74 человека.
Возрастной состав округа: 18,70 % моложе 18 лет, 4,30 % от 18 до 24, 20,00 % от 25 до 44, 32,90 % от 45 до 64 и 32,90 % от 65 и старше. Средний возраст жителя округа 49 лет. На каждые 100 женщин приходится 106,70 мужчин. На каждые 100 женщин старше 18 лет приходится 106,10 мужчин.
Средний доход на домохозяйство в округе составлял 25 451 USD, на семью — 32 292 USD. Среднестатистический заработок мужчины был 22 424 USD против 18 833 USD для женщины. Доход на душу населения составлял 14 422 USD. Около 13,30 % семей и 17,20 % общего населения находились ниже черты бедности, в том числе — 23,60 % молодежи (тех, кому ещё не исполнилось 18 лет) и 15,50 % тех, кому было уже больше 65 лет.